# Meredith Bishop
Meredith Bishop (* 15. Januar 1976 in Los Angeles, Kalifornien) ist eine US-amerikanische Schauspielerin.

## Leben
Bishop wuchs in Woodland Hills auf, wo sie eine High School besuchte. Sie debütierte in der Fernsehserie Was ist los mit Alex Mack?, in der sie in den Jahren 1994 bis 1998 eine der größeren Rollen spielte. Im Film Klepto (2003) übernahm sie die Hauptrolle. Außerdem trat sie in Gastrollen in einigen Fernsehserien wie Verrückt nach dir im Jahr 1997 auf. Sie war auch in dem in den Vereinigten Staaten bekannten Werbefilm Tiny House des Unternehmens Geico aus dem Jahr 2004 zu sehen.

## Filmografie (Auswahl)
- 1994–1998: Was ist los mit Alex Mack? (The Secret World Of Alex Mack, Fernsehserie)
- 1997: Verrückt nach dir (Mad About You, Fernsehserie)
- 1998: Sliders – Das Tor in eine fremde Dimension (Sliders, Fernsehserie)
- 2001: Nikki (Fernsehserie)
- 2001: Felicity (Fernsehserie)
- 2003: Klepto
- 2004: Tiny House
- 2006: Scrubs – Die Anfänger (Scrubs, Fernsehserie)